# الوفا بأحوال المصطفى
الوفاء بأحوال المصطفى، كتاب في سيرة النبي محمد من تأليف ابن الجوزي، يبحث في السيرة النبوية والشمائل المحمدية، حيث أن مصنفه أورد سيرة النبي محمد وكل ما يتعلق بها منذ ولادة آدم إلى يوم القيامة حيث أورد الناحية التاريخية كالنشأة والبعثة والهجرة والمعارك، وناحية المآثر والمناقب كالمعجزات والصفات الخلقية والأخلاقية من زهد وآداب وعبادة وغير ذلك.